# Operacja Rösselsprung (1944)
Operacja Rösselsprung (Skok Konika Szachowego) – nieudana niemiecka próba zgładzenia Josipa Broza Tity oraz zniszczenia Sztabu Naczelnego Wojska Ludowowyzwoleńczego i Oddziałów Partyzanckich Jugosławii (Narodnooslobodilačka vojska i partizanski odredi Jugoslavije – NOV i POJ).

## Geneza
Wiosną 1944 wywiad niemiecki ustalił, że sztab partyzancki wraz z Josipem Brozem Titą stacjonuje w jaskini w pobliżu miejscowości Drvar na terenie Bośni. Opracowano plan operacji powietrznodesantowej, którego celem było ujęcie lub zabicie przywódcy komunistycznej partyzantki. Zadanie miał wykonać 500 Batalion Strzelców Spadochronowych SS pod dowództwem SS-Hauptsturmführera Kurta Rybki. Spadochroniarzy, przerzuconych drogą powietrzną, miały wspomagać zmotoryzowane oddziały lądowe (między innymi z 7 Ochotniczej Dywizji Górskiej SS Prinz Eugen i 373 (chorwackiej) Dywizji Piechoty) nacierające jednocześnie z kilku kierunków (Bihać, Bosan, Krupa, Knin, Livno, Jajce, Kulen Vakuf) na Drvar, celem związania walką jednostek osłaniających sztab. Dowodzący operacją generał Lothar Rendulic wspominał: 

Atak miał nastąpić kilkoma grupami z różnych kierunków. Dwie grupy zmotoryzowane miały nacierać na Drvar od północy, z Petrovaca, i od południa, z Grahova. Jedna grupa, złożona z kilku batalionów piechoty i pewnej liczby dział, po wyruszeniu z rubieży wyjściowej, czyli drogi Knin-Bihać, miała nacierać od zachodu przez górskie bezdroża. Sądzono, że to ona dotrze najwcześniej do Drvaru, ponieważ w wypadku grup zmotoryzowanych trzeba liczyć się z dużymi stratami czasu przy pokonywaniu zniszczeń i usuwaniu zapór. Od wschodu miały nacierać wojska w sile dywizji. Tu spodziewano się silnego oporu, trzeba też było przekroczyć rozległą strefę lasów. Wyjścia z lasu, prowadzące na północ i południe, miały być ryglowane przez słabsze siły. Jednak pierwsze, zaskakujące uderzenie miał wykonać batalion spadochronowy po desantowaniu się tuż pod Drvarem i natychmiastowym przejściu do ataku na kwaterę główną.

## Realizacja
Operację rozpoczęły o świcie 25 maja 1944 bombowce nurkujące nalotem na Drvar. Zniszczono stanowiska obrony przeciwlotniczej, oraz przerwano łączność pomiędzy jednostkami partyzanckimi. W obawie przed dalszymi bombardowaniami opuściły one rejon przyszłego desantu. Pierwszy rzut niemieckich spadochroniarzy (650 żołnierzy) wylądował około godziny 7:00 rano i niemal natychmiast nawiązał walkę z jugosłowiańskim Batalionem Sztabowym bezpośrednio osłaniającym sztab Tity. W celu wzmocnienia obrony wezwano na pomoc oddział partyzanckiej szkoły oficerskiej przebywający 1500 metrów dalej. Wkrótce odzyskano łączność z 1 Dywizją Proletariacką oraz V Korpusem NOV, które dostały rozkaz wydzielenia oddziału do uderzenia na spadochroniarzy, a resztą sił miały powstrzymać nieprzyjaciela nacierającego z kierunku Bihacia i Jajców. Około godziny 11:00 wylądował drugi rzut strzelców spadochronowych SS. Krytyczną sytuację sztabu partyzanckiego zmieniła dopiero kontratakująca 3 Brygada Licka. Chwilowa dezorganizacja w szeregach niemieckich pozwoliła Ticie na wyrwanie się z okrążenia wraz ze sztabem i ucieczkę do Ostażewca. Wkrótce spadochroniarze zostali zepchnięci w rejon cmentarza w Drvarze i zmuszeni do przejścia do obrony. Z okrążenia zostali uwolnieni dopiero następnego dnia przez inne jednostki sojusznicze nacierające drogą lądową.
Niemcy ścigali sztab Tity jeszcze przez kilka dni, aż do 3 czerwca. Wtedy marszałek dotarł do Kupresu, skąd specjalnie wysłany samolot radziecki zabrał go do Bari. Stamtąd na brytyjskim okręcie przedostał się wraz ze sztabem na wyspę Vis.

## Wynik
W wyniku operacji zginęło 213 żołnierzy niemieckich, 881 zostało rannych, a 51 uznano za zaginionych. Straty jugosłowiańskie szacuje się na około 6000 ludzi. Niemcy zdobyli nowy mundur marszałkowski Tity i jego buty do konnej jazdy eksponując to później w Wiedniu, jako trofea zwycięzców. Podczas tej operacji Niemców wspomagały, choć nieformalnie, oddziały czetników generała Dražy Mihailovicia, który, korzystając z okazji, próbował na własną rękę wyeliminować Josipa Broza Titę.

## Galeria

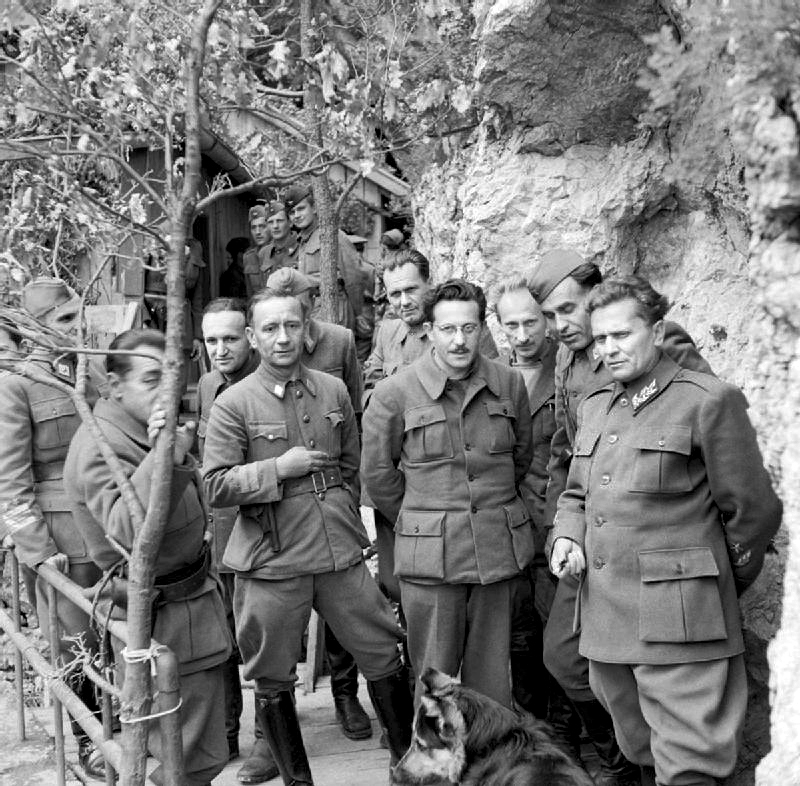
Josip Broz Tito (pierwszy z prawej) z bliskimi współpracownikami w maju 1944 roku.
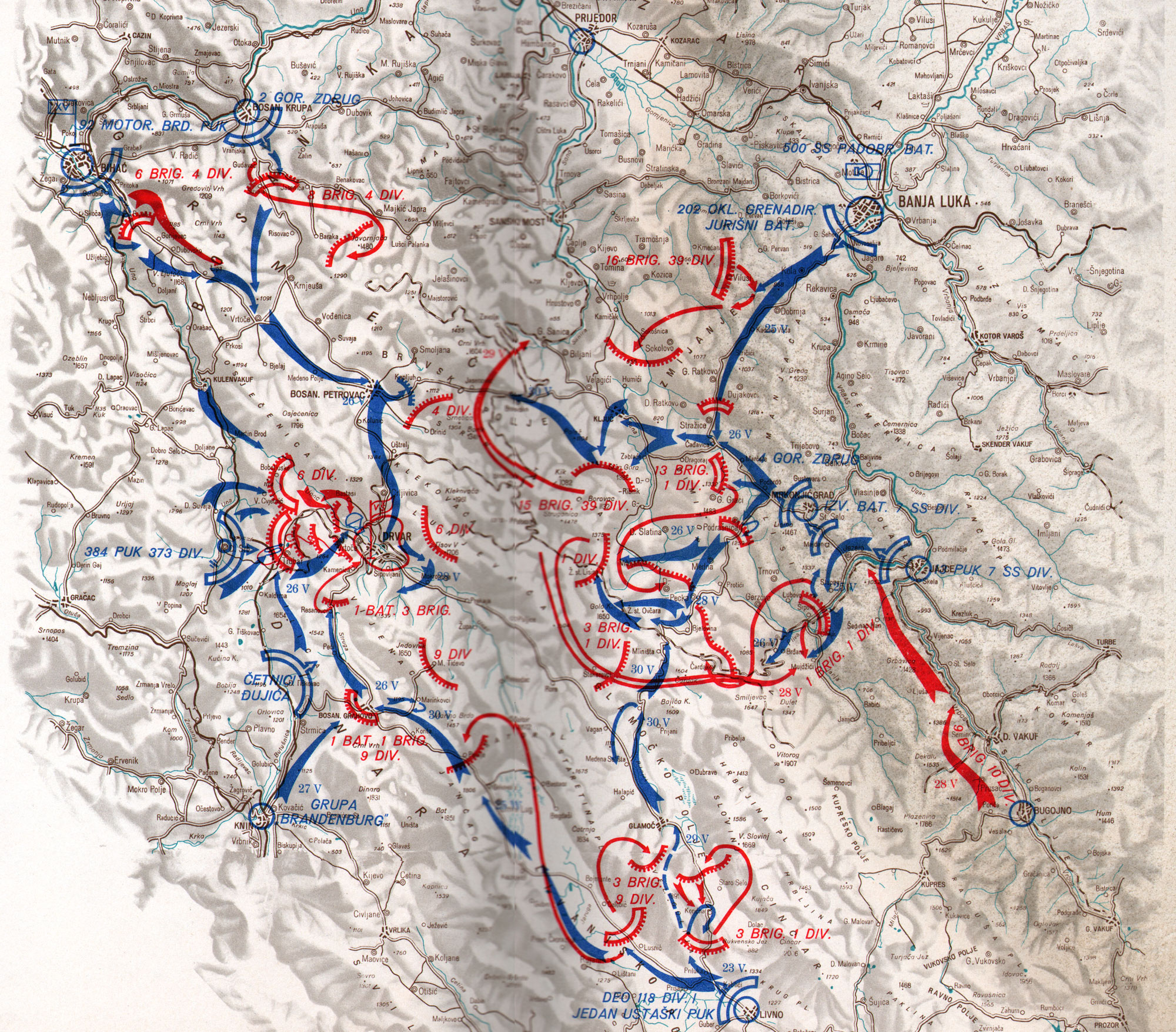
Plan operacji. Partyzanci – kolor czerwony, Niemcy – niebieski.
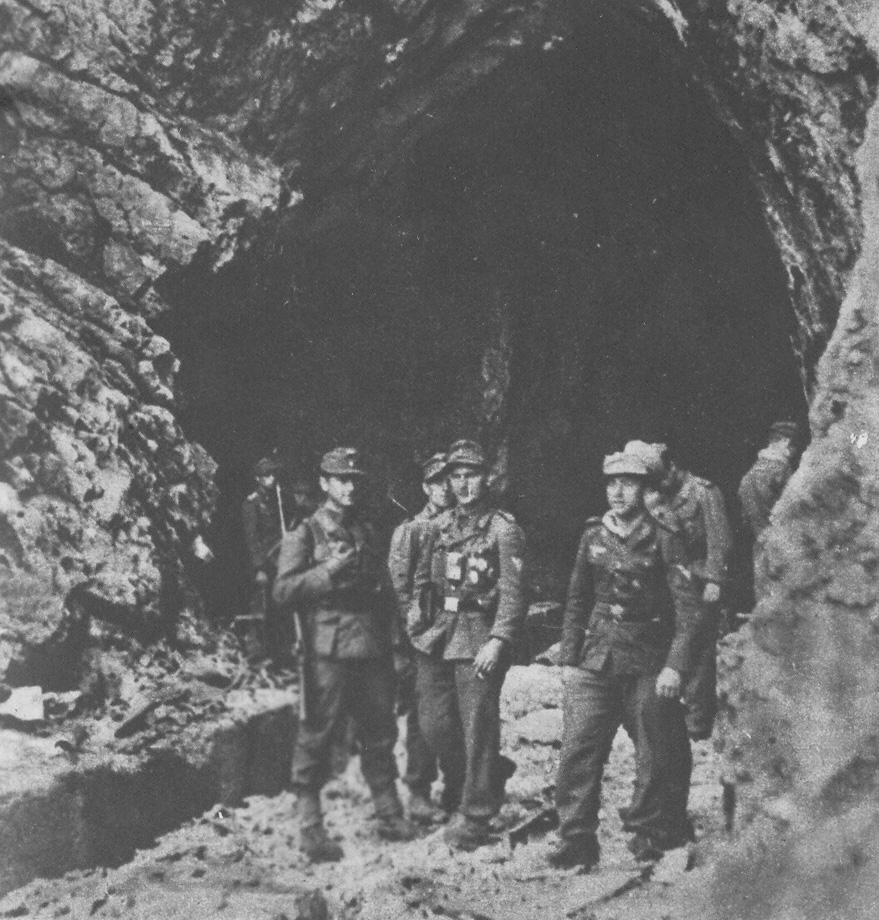
Żołnierze niemieccy w jaskini w której stacjonował Tito wraz ze swoim sztabem.